# Sticks and Stones Tour
Sticks and Stones Tour là tour lưu diễn riêng đầu tiên của nữ ca sĩ Cher Lloyd nhằm mụ đích quảng bá cho album đầu tay của cô, Sticks + Stones. Tour lưu diễn tại các khắp các thành phố của nước Anh, bắt đầu từ Leas Cliff Hall ở Folkestone.

## Thực hiện
Lloyd thông báo về tour diễn này vào cuối tháng 11 năm 2011, và vé bắt đầu được bán ra bắt đầu thứ ngày 25 tháng 11. Tổng cộng, tour diễn của cô đã thu hút hơn 28,300 khán giả.

## Khách mời
- SD-JEM[2]
- No Lights At Lockdown[3]

## Danh sách biểu diễn
1. Dub On The Track
2. Grow Up
3. Love Me For Me
4. Over The Moon
5. Superhero
6. With Ur Love
7. End up Here
8. Beautiful People
9. Breathing (hát lại của  Jason Derulo)
10. Dancing on My Own (hát lại của  Robyn)
11. Complicated (hát lại của Avril Lavigne)
12. Swagger Jagger
13. Playa Boi
14. OMG (hát lại của  Usher)
15. Talkin' That
16. Want U Back

## Lịch trình
| Ngày                | Thành phố   | Quốc gia | Địa điểm                  |
| ------------------- | ----------- | -------- | ------------------------- |
| Europe              |             |          |                           |
| 29 tháng 3 năm 2012 | Folkestone  | Anh Quốc | Leas Cliff Hall           |
| 30 tháng 3 năm 2012 | Norwich     | Anh Quốc | University of East Anglia |
| 31 tháng 3 năm 2012 | Leeds       | Anh Quốc | O2 Academy Leeds          |
| 2 tháng 4 năm 2012  | Glasgow     | Scotland | O2 Academy Glasgow        |
| 3 tháng 4 năm 2012  | Newcastle   | Anh Quốc | O2 Academy Newcastle      |
| 4 tháng 4 năm 2012  | Liverpool   | Anh Quốc | O2 Academy Liverpool      |
| 6 tháng 4 năm 2012  | Manchester  | Anh Quốc | Manchester Academy        |
| 7 tháng 4 năm 2012  | Birmingham  | Anh Quốc | HMV Institute Birmingham  |
| 8 tháng 4 năm 2012  | London      | Anh Quốc | indigO2                   |
| 10 tháng 4 năm 2012 | Bristol     | Anh Quốc | O2 Academy Bristol        |
| 11 tháng 4 năm 2012 | Bournemouth | Anh Quốc | O2 Academy Bournemouth    |
| 12 tháng 4 năm 2012 | Nottingham  | Anh Quốc | Nottingham Rock City      |
| 14 tháng 4 năm 2012 | Swindon     | Anh Quốc | Oasis Leisure Centre      |
| 15 tháng 4 năm 2012 | London      | Anh Quốc | O2 Shepherds Bush Empire  |